# Стибио (Пиза)
Стибио је насеље у Италији у округу Пиза, региону Тоскана.
Према процени из 2011. у насељу је живело 247 становника. Насеље се налази на надморској висини од 88 м.